# Parc naturel régional du Queyras
Le parc naturel régional du Queyras est un parc naturel régional français créé en 1977, composé de  onze communes du massif du Queyras, du massif d'Escreins et des Alpes cottiennes, au nord-est du département des Hautes-Alpes. Avec seulement 2 300 habitants permanents, il est le moins peuplé des parcs naturels régionaux français, et le deuxième moins densément peuplé après celui de Guyane.

## Géographie

logo du PNR

### Climat
Le Queyras, comme une bonne partie des Alpes françaises, est à mi chemin de plusieurs phénomènes climatologiques. L'altitude favorise les températures plus froides, alors que la sécheresse qui caractérise la vallée entraine un ciel extrêmement dégagé. Ceci entraîne des écarts de températures important selon les saisons. La zone du mont Viso est cependant sujette à un climat plus humide : le bassin du Pô génère en effet une chaleur importante, créant une vapeur d'eau s'élevant jusque dans les Alpes et se déposant sur le versant queyrassin.
Cette diversité climatique permet à des espèces très diverses de cohabiter. Certaines, comme la salamandre de Lanza non loin du mont Viso, sont même endémiques.

## Liste des communes adhérant au parc
Le parc est composé des communes suivantes :

| Nom                   | Code Insee | Gentilé         | Superficie (km2) | Population (dernière pop. légale) | Densité (hab./km2) |
| --------------------- | ---------- | --------------- | ---------------- | --------------------------------- | ------------------ |
| Arvieux (siège)       | 05007      | Arvidants       | 72,62            | 343 (2022)                        | 4,7                |
| Abriès                | 05001      | Abriessois      | 77,13            | 302 (2016)                        | 3,9                |
| Aiguilles             | 05003      | Aiguillons      | 40,16            | 374 (2022)                        | 9,3                |
| Ceillac               | 05026      | Ceillaquins     | 96,05            | 271 (2022)                        | 2,8                |
| Château-Ville-Vieille | 05038      |                 | 66,9             | 300 (2022)                        | 4,5                |
| Eygliers              | 05052      |                 | 30,04            | 845 (2022)                        | 28                 |
| Guillestre            | 05065      | Guillestrins    | 51,29            | 2 286 (2022)                      | 45                 |
| Molines-en-Queyras    | 05077      | Molinois        | 53,62            | 307 (2022)                        | 5,7                |
| Ristolas              | 05120      | Ristolins       | 82,18            | 80 (2016)                         | 0,97               |
| Saint-Véran           | 05157      | Saint-Vérannais | 44,75            | 165 (2022)                        | 3,7                |

Par décret du 14 mai 2019 la commune de Vars est intégrée au parc.